# Col Daggett
Pour les articles homonymes, voir Daggett.
 (octobre 2019).
Le col Daggett (Daggett Pass en anglais) est un col routier de la sierra Nevada, aux États-Unis. Il se situe à une altitude de 2 238 mètres dans le comté de Douglas, au Nevada, à la frontière entre la Lake Tahoe Basin Management Unit à l'ouest et la forêt nationale de Humboldt-Toiyabe à l'est.